# Торре-де-Піченарді
Торре-де-Піченарді (італ. Torre de' Picenardi) — муніципалітет в Італії, у регіоні Ломбардія,  провінція Кремона.
Торре-де-Піченарді розташоване на відстані близько 410 км на північний захід від Рима, 95 км на схід від Мілана, 20 км на схід від Кремони.
Населення — 1769 осіб (2014).

## Демографія
Населення за роками:

Станом на 1 січня 2023 року в муніципалітеті офіційно проживали 223 іноземці з 21 країни, серед них 36 громадян країн Євросоюзу та 7 громадян України.

## Сусідні муніципалітети
- Ка-д'Андреа
- Каппелла-де-Піченарді
- Дриццона
- Ізола-Доварезе
- Пессіна-Кремонезе
- Вольтідо